# Râul Probota, Bahluieț
Râul Probota este un curs de apă, afluent al râului Bahluieț. 